# Tjirrajaure
Tjirrajaure är en sjö i Storumans kommun i Lappland och ingår i Vapstälven-Ranas kustområde. Sjön har en area på 1,7 kvadratkilometer och ligger 830,1 meter över havet. Tjirrajaure ligger i Vindelfjällen Natura 2000-område. Sjön avvattnas av vattendraget Grasvasselva.

## Delavrinningsområde
Tjirrajaure ingår i det delavrinningsområde (732449-144401) som SMHI kallar för Utloppet av Tjirrajaure. Medelhöjden är 911 meter över havet och ytan är 11,7 kvadratkilometer. Räknas de 2 avrinningsområdena uppströms in blir den ackumulerade arean 12,75 kvadratkilometer. Avrinningsområdets utflöde Grasvasselva mynnar i havet. Avrinningsområdet består mestadels av kalfjäll (79 procent). Avrinningsområdet har 1,7 kvadratkilometer vattenytor vilket ger det en sjöprocent på 14,5 procent.